# Maiol Cisteró
Maiol Cisteró Saludes, (nacido el 29 de octubre de 1974 en Barcelona, Cataluña) es un exjugador de baloncesto español. Con 1.85 de estatura, su puesto natural en la cancha era el de base.

## Trayectoria
- Cantera  Granollers
- CB Mollet (1992-1993)
- Granollers (1992-1993)
- CB Mollet (1993-1994)
- CB Murcia (1994-1997)
- Viatges Aliguer Pineda (1997-1998)
- CB Montcada (1998-2003)
- Bàsquet Manresa (2003-2004)
- CB Montcada (2004-2005)[1]